# The Deadly Years
The Deadly Years is de twaalfde aflevering van het tweede seizoen van de oorspronkelijke serie van Star Trek. Deze aflevering werd voor het eerst uitgezonden op 8 december 1967 op de Amerikaanse televisiezender NBC.

## Synopsis
De USS Enterprise brengt een hoge officier, Commodore Stocker, naar Sterrenbasis 10. Onderweg maakt het ruimteschip een tussenstop om het onderzoeksstation op planeet Gamma Hydra IV te bevoorraden. Een landingsteam bestaande uit Kirk, Spock, Dr. McCoy, Scotty, Chekov en luitenant Arlene Galway wordt naar de faciliteit gestraald. Het station lijkt volledig verlaten, totdat Chekov het lichaam ontdekt van een man die blijkbaar aan ouderdom is overleden.Robert Johnson, een bemanningslid van het station, verschijnt met zijn vrouw Elaine. Beiden beweren eind twintig te zijn, maar lijken 50 jaar ouder. Ze sterven al snel in de ziekenboeg van de Enterprise. Al snel begint ook het landingsteam, met uitzondering van Chekov, te verouderen. Luitenant Galway veroudert het snelst en overlijdt. Het blijkt dat een passerende komeet een lage stralingsdosis afgaf die hoogstwaarschijnlijk de oorzaak is van het verouderingseffect.
Naarmate Kirk ouder wordt, wordt hij steeds vergeetachtiger. Hij beveelt onder meer het gebruik van een verouderde code die door de Romulan gekraakt is. Dit leidt ertoe dat Commodore Stocker Spock opdracht geeft een hoorzitting te beleggen, waarin Kirk ongeschikt wordt bevonden om het commando te voeren. Omdat Spock ook getroffen is, neemt Stocker het commando zelf over en beveelt een directe koers naar Sterrenbasis 10, recht door de Romulaanse neutrale zone.
Ondertussen bespreken Kirk, McCoy en Spock de immuniteit van Chekov. Ze vermoeden dat de verhoogde adrenalineniveaus van Chekov bij het ontdekken van het lijk er iets mee te maken heeft. Spock, Dr. Wallace en Christine Chapel beginnen te werken aan een adrenalinepreparaat om te testen op het landingsteam.
Wanneer de Enterprise de neutrale zone betreedt, vallen Romulaanse schepen aan en negeren alle pogingen tot contact. Stocker, die geen ervaring heeft met ruimteschepen en verlamd is door besluiteloosheid, overweegt zich over te geven, maar wordt eraan herinnerd dat de Romulan geen gevangenen nemen. In de ziekenboeg kondigt Spock aan dat het medicijn klaar is en waarschuwt dat het zowel dodelijk als genezend kan zijn. Kirk staat erop de eerste injectie te krijgen. Het medicijn draait het verouderingsproces om en Kirk haast zich naar de brug om Stocker af te lossen.
Kirk bluft door een bericht naar Starfleet Command te sturen, waarbij hij opzettelijk de gekraakte code gebruikt, waarin hij waarschuwt dat de Enterprise zichzelf zal opblazen en dat daarbij ook alle schepen in de buurt zullen vernietigd worden. De Romulanen verplaatsen zich naar een veilige afstand, waardoor de Enterprise kan ontsnappen.